# إنريكو كاستيلي
إنريكو كاستيلي (بالإيطالية: Enrico Castelli)‏ مواليد 1909، كان لاعب كرة سلة إيطالي. مثّل منتخب بلاده. شارك في مسابقة كرة السلة في الألعاب الأولمبية الصيفية.

## روابط خارجية
- إنريكو كاستيلي على موقع سبورتس رفرنس (الإنجليزية)
- إنريكو كاستيلي على موقع أوليمبيديا (الإنجليزية)